# Božo Žepić
Božo Žepić (Živinice, 1938.) je hrvatski sociolog iz Bosne i Hercegovine. Akademik je HAZU BiH te profesor emeritus Sveučilišta u Mostaru.

## Životopisi
U rodnim Živinicama završio je osnovnu i srednju školu. Na Fakultetu političkih znanosti u Sarajevu 1968. godine je diplomirao sociologiju. Po osnivanju mostarskog Sveučilišta 1978. izabran je u zvanje docenta na Pravnom fakultetu. Kao predavač radio je na više sveučilišta i fakulteta u zemlji i inozemstvu. Autor je više od 200 znanstvenih, stručnih i publicističkih radova iz različitih oblasti. Autor je i dvanaest knjiga. Kao kolumnist pisao je za zagrebački Večernji list, viteški Privrednik i portal Hrvatski medijski servis (hms.ba).
Potpredsjednik je Hrvatske akademije znanosti i umjetnosti BiH.

## Djela
(popis nepotpun)
- Osnove sociologije, 1999.
- Suvremeni politički sustav, 2000.
- Radno i socijalno pravo, 2001.
- Sociologija, 2007.
- Pravni i politički sustav Bosne i Hercegovine, 2013.[2]
- Moj životni put, 2018.[3]